# 海南市民運動場
海南市民運動場（かいなんしみんうんどうじょう）は、和歌山県海南市にある多目的グラウンド。施設は海南市が所有し、海南市文化スポーツ振興事業団が指定管理者として運営管理を行っている。主に野球場・サッカー場として使用される。野球場として使用する場合は海南市民球場（かいなんしみんきゅうじょう）とも呼ばれる。当施設の近くには阪和自動車道海南東インターチェンジがある。

## 多目的グラウンド使用法

### 野球場（海南市民球場）として
- グラウンド面積：12,398m2
- 左翼：97m、右翼：93m、中堅：122m
- 照明設備：照明塔6基
- 収容人数
  - 観覧席：300人
- 多目的グラウンドとして使われる性質上の問題と周辺地域事情から硬式球での試合は不可。軟式野球・ソフトボールは利用可能

### サッカー場として
- 総面積 12,398m2（115m×110.5m）